# هاري هويل (لاعب كرة قاعدة)
هاري هويل (بالإنجليزية: Harry Howell)‏ هو لاعب كرة قاعدة أمريكي، ولد في 14 نوفمبر 1876 في نيوجيرسي في الولايات المتحدة، وتوفي في 22 مايو 1956 في سبوكين في الولايات المتحدة.

## وصلات خارجية
- هاري هويل على موقعبيزبول رفرنس.كوم (الدوري الرئيسي) (الإنجليزية)
- هاري هويل على موقعبيزبول رفرنس.كوم (الدوري الثانوي) (الإنجليزية)